# Gonzague Dubar
Gonzague Dubar, né le 20 mars 1896 à Mouvaux et mort le 22 décembre 1977 à Saint-André-lez-Lille, est un ecclésiastique (prêtre et chanoine), géologue et paléontologue français.

## Éléments de biographie

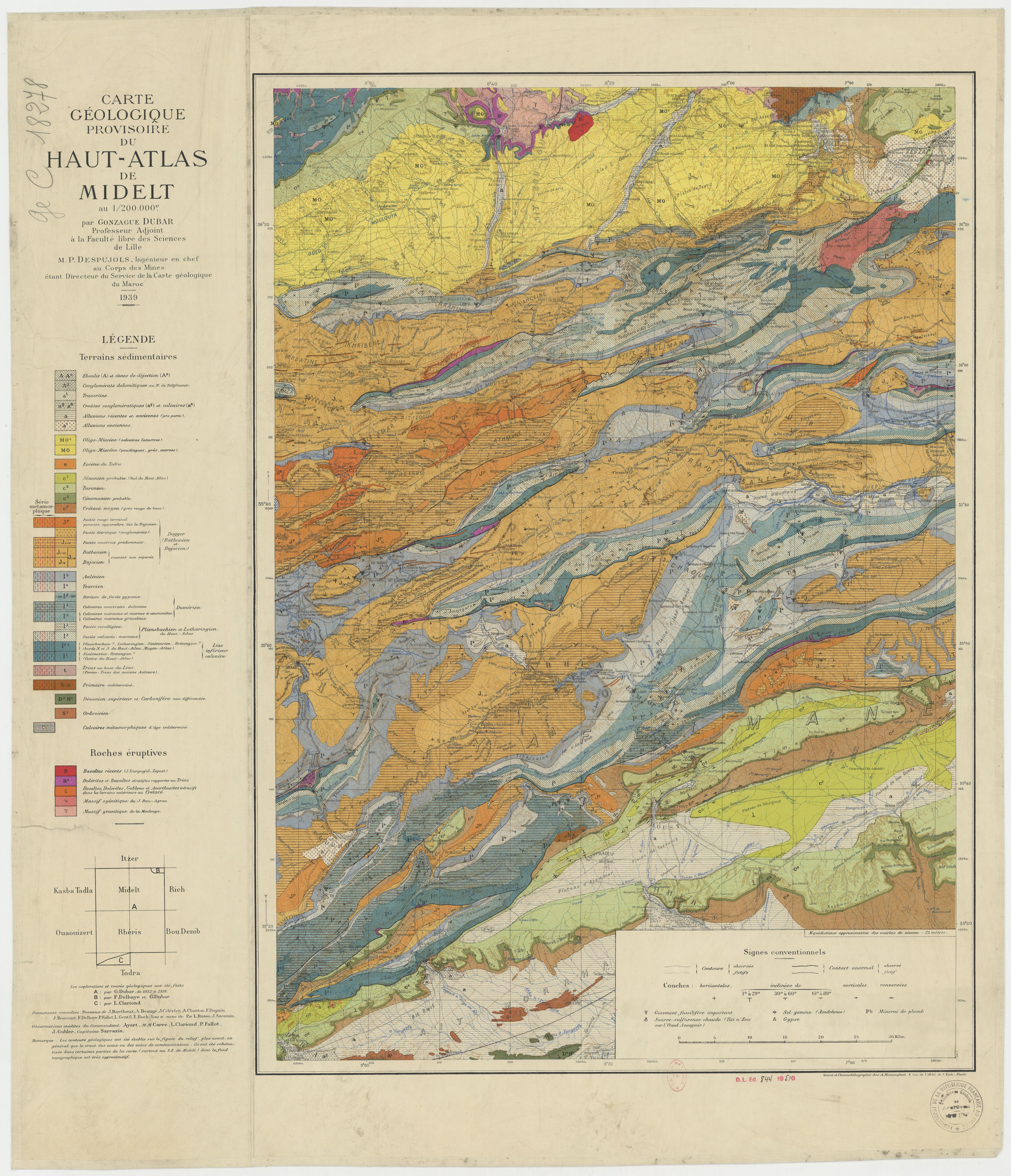
Carte géologique d'une partie du Haut-Atlas dressée par G. Dubar et P. Despujols

Il soutient sa thèse consacrée au Lias des Pyrénées en 1929. La même année il est ordonné prêtre. À partir de 1929 il travaille à l’Université libre de Lille. Gaston Delépine est parmi ses maîtres. 
Il reçoit, entre autres, le prix Hirn décerné par l’Académie des Sciences (1934), le prix Visquenel de la Société géologique de France (1936) et grand le prix Kuhlmann octroyé par la Société des sciences, de l'agriculture et des arts de Lille (1951).
Il prend sa retraite en 1966, mais continue de travailler jusqu’en 1976.

## Travaux scientifiques
La grande majorité de ses recherches portent sur la stratigraphie et la paléontologie du Lias, avec des travaux de terrain en France (Pyrénées, Ardenne) et Afrique du Nord (Maroc avant tout). Il est auteur ou co-auteur de plus d’une centaine de publications scientifiques, dont quelques cartes géologiques.
En paléontologie, il s’occupe de brachiopodes et d’ammonites, en décrivant plusieurs espèces nouvelles. Grâce à une méthode qu’il a inventée, il réussit à effectuer des préparations complètes spectaculaires des lophophores des brachiopodes spiriférinides du Jurassique.

## Éponymie
Le genre et l’espèce des ammonites pliensbachiennes Dubariceras dubari Dommergues, Mouterde & Rivas, 1984 sont nommés en son honneur.